# Фирбе
Фирбе́ (фр. Firbeix) — коммуна во Франции, находится в регионе Аквитания. Департамент — Дордонь. Входит в состав кантона Тивье. Округ коммуны — Нонтрон.
Код INSEE коммуны — 24180.

## География
Коммуна расположена приблизительно в 380 км к югу от Парижа, в 150 км северо-восточнее Бордо, в 55 км к северо-востоку от Перигё.
На севере коммуны протекает река Дрон.

### Климат
Климат умеренный океанический со средним уровнем осадков, которые выпадают преимущественно зимой. Лето здесь долгое и тёплое, однако также довольно влажное, здесь не бывает регулярных периодов летней засухи. Средняя температура января — 5 °C, июля — 18 °C. Изредка вследствие стечения неблагоприятных погодных условий может наблюдаться непродолжительная засуха или случаются поздние заморозки. Климат меняется очень часто, как в течение сезона, так и год от года.

## Население
Население коммуны на 2010 год составляло 303 человека.
| 1962 | 1968 | 1975 | 1982 | 1990 | 1999 | 2010 |
| ---- | ---- | ---- | ---- | ---- | ---- | ---- |
| 553  | 510  | 448  | 401  | 364  | 322  | 303  |

## Администрация
| Период | Период | Фамилия        | Партия                              | Примечания                     |
| ------ | ------ | -------------- | ----------------------------------- | ------------------------------ |
| ?      | 1995   | Жильбер Деффе  | Французская коммунистическая партия |                                |
| 1995   | 2014   | Кристиан Горре | Французская коммунистическая партия | служащий Électricité de France |
| 2014   | 2020   | Филипп Франсуа |                                     |                                |

## Экономика
В 2010 году среди 173 человек трудоспособного возраста (15-64 лет) 118 были экономически активными, 55 — неактивными (показатель активности — 68,2 %, в 1999 году было 64,5 %). Из 118 активных жителей работали 109 человек (62 мужчины и 47 женщин), безработных было 9 (5 мужчин и 4 женщины). Среди 55 неактивных 6 человек были учениками или студентами, 25 — пенсионерами, 24 были неактивными по другим причинам.

## Достопримечательности
- Церковь Св. Стефана (XIX век)
- Замок Фирбе (XVIII век)
- Усадьба Гурсола (XVII век)
- Усадьба Купья (XVII век)

## Фотогалерея
- Въезд в Фирбе
- Мэрия
- Почта
- Церковь Св. Стефана
- Интерьер церкви Св. Стефана